# Rita Moreno: Just a Girl Who Decided to Go for It
Rita Moreno: Just a Girl Who Decided to Go for It (bra: Rita Moreno: Apenas Uma Garota Que Decidiu Ir em Frente) é um documentário estadunidense de 2021, dirigido, produzido e editado por Mariem Pérez Riera. O filme aborda a vida da atriz porto-riquenha Rita Moreno, focando no início de sua vida e carreira. Norman Lear, Lin-Manuel Miranda e Michael Kantor atuam como produtores executivos.
O filme teve sua estreia mundial no Festival de Cinema de Sundance em 29 de janeiro de 2021. Foi lançado em 18 de junho de 2021, pela Roadside Attractions.

## Enredo
Há mais de 70 anos, Rita Moreno inspira o público com suas performances, o filme acompanha sua jornada da infância ao estrelato.

## Elenco
- Rita Moreno ... ela mesma
- Eva Longoria ... ela mesma
- George Chakiris ... ele mesmo
- Gloria Estefan ... ela mesma
- Emilio Estefan ... ele mesmo
- Héctor Elizondo ... ele mesmo
- Karen Olivo ... ela mesma
- Justina Machado ... ela mesma
- Sonia Manzano ... ela mesma
- Lin-Manuel Miranda ... ele mesmo
- Mitzi Gaynor ... ela mesma
- Chita Rivera ... ela mesma
- Morgan Freeman ... ele mesmo
- Norman Lear ... ele mesmo
- Terrence McNally ... ele mesmo
- Whoopi Goldberg ... ela mesma

## Produção
Em julho de 2019, foi anunciado que a PBS iria produzir e distribuir um documentário em torno de Rita Moreno, com Norman Lear e Lin-Manuel Miranda definidos como produtores executivos.

## Lançamento
O filme teve sua estreia mundial no Festival de Cinema de Sundance de 2021 em 29 de janeiro. Em março de 2021, a Roadside Attractions adquiriu os direitos de distribuição do filme, e o definiu para o lançamento para 18 de junho de 2021. O filme será transmitido pela série American Masters na PBS em 5 de outubro de 2021.

## Recepção
No Rotten Tomatoes, o filme tem um índice de aprovação de 99% com base em 71 críticas, com uma nota média de 8/10. O consenso dos críticos do site diz: "Um perfil comovente da lenda da tela Rita Moreno, Just a Girl é ao mesmo tempo uma crítica aguda das desigualdades esmagadoras da indústria e uma bela homenagem a um artista que nunca desistiu apesar das probabilidades".